# Вероніка Марс
«Веро́ніка Марс» (англ. Veronica Mars) — популярний американський телесеріал, молодіжна детективна драма комедійного характеру. Головня героїня серіалу — підліток Вероніка Марс, яка після школи допомагає своєму батькові, приватному детективу, із розслідуваннями. Автор ідеї — Роб Томас. Виконавиця головної ролі — актриса Крістен Белл (грала школярку старших класів у віці від 23—24 років). Шоу тривало три сезони — прем'єра відбулася 22 вересня 2004-го року на каналі United Paramount Network (UPN), а фінал — 22 травня 2007 року на каналі The CW Television Network (The CW). Серіал виробляли компанії Warner Bros. Television, Silver Pictures Television, Stu Segall Productions, а також Rob Thomas Productions. Джоель Сільвер і Роб Томас продюсували всі сезони, а Даян Раггьєро взяла на себе цю функцію лише в третьому.
Продовженням трьох сезонів є фільм 2014 року та 4 сезон серіалу. Останній складається всього з 8 серій.

## Сюжет
Події відбуваються у вигаданому містечку Нептун, штат Каліфорнія, де не існує середнього класу як такого — є лише багатії та ті, хто їх обслуговує. Хто як дає собі раду, аби підробити на власні потреби, а старшокласниця Вероніка за дорученням татка збирає брудні докази про зраду чоловіків та дружин, працює в офісі детектива секретарем. У кожній серії до неї за допомогою звертаються знайомі і незнайомці, аби Вероніка допомогла витягти чужі «скелети з шаф». Також протягом кожного сезону провадиться основна вагома кримінальна справа, яку наприкінці розкриває сімейка Марс. Як вовк-одинак, смілива іронічна школярка з батьківським шпигунським приладдям за допомогою корисних знайомств розставляє всі крапки над «і», отримуючи трохи грошенят за справу.

## Основний акторський склад
| Актор            | Роль            |
| ---------------- | --------------- |
| Крістен Белл     | Вероніка Марс   |
| Джейсон Дорінг   | Логан Еколз     |
| Енріко Колантоні | Кіт Марс        |
| Персі Деггс III  | Воллес Феннель  |
| Френсіс Капра    | Елай Наварро    |
| Раян Генсен      | Дік Касабланкас |
| Дж. Д. Пардо     | Рік             |

## Виробництво
Спочатку Роб Томас писав «Вероніку Марс» як роман для підлітків з головним героєм чоловічої статі. Проте, взявшись створювати серіал, Томас зробив висновок, що історія у стилі нуар із жіночим персонажем буде більш самобутньою й оригінальною. І не помилився. Уже пілотний епізод зібрав біля екранів 2,49 мільйони глядачів в Америці. У середньому, кожен епізод першого сезону приковував до екранів 2,5 мільйони глядачів, а критики високо оцінили нове шоу. Серіал займав верхівки рейтингів як один із найкращих серіалів середини 2000-х років, отримав багато нагород та номінацій. Під час прем'єрного показу серіал здобув дві номінації на престижну премію «Супутник», чотири премії «Сатурн», п'ять нагород «Вибір тінейджерів», а також попав до списку найкращих проектів від Американського інституту кіномистецтва за 2005 рік. В 2014 році вийшов повнометражний фільм, який є продовженням серіалу.